# Pallavolo ai XII Giochi panarabi - Torneo femminile
Il torneo femminile di pallavolo ai XII Giochi panarabi si è svolto dal 12 al 21 dicembre 2011 a Doha, in Qatar, durante i XII Giochi panarabi. Al torneo hanno partecipato 5 squadre nazionali del mondo arabo e la vittoria finale è andata per la terza volta consecutiva all'Egitto.

## Podio

### Campione
Formazione: 1 Sherihan Abd El Fattah, 2 Nehal Ahmed, 3 Dina El Bitar, 4 Shorouk Mahmoud, 6 Nada Nassef, 8 Nahla Abdelfattah, 9 Samaa Ali, 10 Engy El Shamy, 11 Aya El Shamy, 12 Yasmin Hussein, 13 Nirmeen Seifelnasr, 15 Farida Askalani, CT: Tahny Toson

### Secondo posto
Formazione: 2 Amina Saoud, 3 Salima Hammaouche, 5 Sihem Sauod, 6 Silya Magnana, 8 Zohra Bensalem, 10 Fatma Zahra Oukazi, 11 Mouni Abderrahim, 12 Safia Boukhima, 13 Nawel Mansouri, 14 Faïza Tsabet, 15 Aicha Mezemate, 18 Tassadit Aissou, CT: Kamal Emlol

### Terzo posto
Formazione: 1 Fatma Hassan, 2 Alya Hassan, 3 Rawda Alflasy, 4 Kalaitham Rahma, 6 Rawya Bekhit, 7 Bedur Hamad, 8 Fatma Almamary, 10 Muna Abbas, 11 Nadia Ali, 15 Muna Abulla, 18 Amel Hashimi, CT: Esam Khorshid

## Classifica finale
| Classifica | Squadre             |
| ---------- | ------------------- |
|            | Egitto              |
|            | Algeria             |
|            | Emirati Arabi Uniti |
| 4          | Kuwait              |
| 5          | Qatar               |